# Ogniowe odparcie ataku
Ogniowe odparcie ataku – okres działalności ogniowej artylerii i innych rodzajów wojsk w obronie.

## Charakterystyka
Ogniowe odparcie ataku rozpoczyna się z chwilą przejścia zgrupowania przeciwnika rubieży ataku. Trwa do czasu zakończenia walki o utrzymanie pierwszej pozycji obrony.
W tym okresie wsparcia ogniowego realizowane są następujące zadania:
- wzbranianie ataku wojsk pancernych i zmechanizowanych przeciwnika poprzez wykonanie: ognia ześrodkowanego na pododdziały pierwszego rzutu na linii ataku, ruchomego i stałego ognia zaporowego do atakujących pododdziałów przeciwnika, minowania zdalnego na rubieży i kierunkach ataku oraz ognia ześrodkowanego i ognia do celów pojedynczych na przejściach w polach minowych;
- niszczenie broni pancernej przeciwnika ogniem na wprost;
- osłona wojsk własnych przed ogniem przeciwnika poprzez obezwładnienie najgroźniejszych baterii artylerii przeciwnika;
- oślepianie punktów dowodzenia i obserwacji przeciwnika oraz jego wojsk na wybranych kierunkach i rubieżach;
- maskowanie manewru wojsk własnych poprzez wykonanie zasłon dymnych.